# Rostafuroxin
Rostafuroxin (auch als PST 2238 bezeichnet) ist ein Digitoxigenin-Derivat, das als Antagonist des Ouabain (g-Strophanthin) dieses kompetitiv von der Na+/K+-ATPase verdrängt.
Von dem Einsatz von Rostafuroxin wurde Positives bei der chronischen arteriellen Hypertonie erwartet, doch im Jahr 2011 zeigten 5 doppelblinde Crossover-Phase-II-Studien bei 410 Hypertonie-Patienten mit (140–169 mm Hg) bei keiner der getesteten Dosierungen eine blutdrucksenkende Wirkung.